# Tetrasida tulla
Tetrasida tulla là một loài thực vật có hoa trong họ Cẩm quỳ. Loài này được (Ulbr.) Fuertes & Fryxell mô tả khoa học đầu tiên năm 2002.